# Karangsambung (Kadipaten)
Karangsambung is een plaats (kelurahan) in het onderdistrict (kecamatan) Kadipaten van het  regentschap Majalengka in de provincie West-Java, Indonesië. Karangsambung telt 7207 inwoners (volkstelling 2010).